# 이원용 (1889년)
이원용(李源鎔, 1880년 9월 23일 ~ 1943년 3월 26일)은 대한제국과 일제강점기의 관료로, 본관은 전주이며 본적은 한성부 북부(北部) 가회방(嘉會坊) 재동(齋洞)이다.

## 생애
경창군 이주의 후손으로 자작 이재곤의 첫째 아들로 출생하였으며 11세 시절이던 1899년 3월 8일을 기하여 현릉 참봉에 임명되었지만 같은 해 4월 14일 현릉의 한식 제사 제물을 분실한 사건으로 인해 태형 40대를 선고받기도 했다. 그 뒤 귀족원 주사(1899년 5월 2일 임명, 1899년 9월 5일 재임명 ~ 1899년 11월 1일 의원 면직), 영희전 참봉(1899년 9월 5일 임명), 추숭도감 감조관(1899년 9월 30일), 외부 주사(1899년 11월 2일 임명) 등을 역임했고 1901년 어진도사도감 낭청(御眞圖寫都監郞廳, 1901년 11월 8일 임명), 1904년 국장도감 낭청(國葬都監郞廳, 1904년 1월 2일 임명), 겸임 영사관(1904년 10월 11일 임명 ~ 1905년 4월 17일 의원 면직) 등을 역임했다.
1905년 4월 24일부터 1906년 8월 31일까지 중학교 교장을 역임했으며 1906년 9월 3일 관립 한성고등학교(官立漢城高等學校) 교장으로 임명되었다. 1907년 선원보략수정시찬수감인 낭청(璿源譜略修正時纂修監印郞廳, 1907년 2월 2일 임명), 학부 참서관(1907년 4월 12일 임명), 겸임 관립 한성사범학교(官立漢城師範學校) 교장(1907년 4월 16일 ~ 1907년 5월 28일), 의정부 참서관(1907년 5월 27일 임명), 내각 서기관(1907년 6월 15일 임명), 문관전고소 위원(文官銓考所委員, 1907년 7월 1일 임명), 증보문헌비고 감인위원(增補文獻備考監印委員, 1907년 9월 26일 ~ 1908년 8월 1일) 등을 역임했고 1908년 문관보통전형위원(1908년 10월 21일 임명)을 역임했다.
한일 병합 조약 체결 이후인 1910년 10월 1일 조선총독부 중추원 부찬의에 임명되었지만 1911년 2월 25일 의원 면직되었으며 1911년 3월 2일부터 5월 26일까지 경기도 광주군수를 역임했다. 
2002년 민족정기를 세우는 국회의원모임이 광복회와 함께 발표한 친일파 708인 명단의 중추원 부문에 포함되었다.

## 같이 보기
- 조선총독부 중추원

## 참고 자료
- 이원용(李源鎔) - 국사편찬위원회